# Jazz-Makers Berlin
Jazz-Makers ist eine Berliner Jazzband, die 1972 gegründet wurde und in der DDR zu den populärsten Oldtime-Jazzbands gehörte. Ihr musikalischer Stil vereint Elemente des New Orleans Jazz, des zeitgenössischen Dixieland und des Swing und wurde ab 1974 wesentlich durch den musikalischen Leiter der Band, Volker Kaufmann, beeinflusst. Die Band, in der 20 Jahre sieben Akademiker – davon fünf mit Doktorgrad – zusammen musizierten, wurde auch die Doktor-Band genannt.

## Bandgeschichte
Die Jazz-Makers wurden 1972 von Lothar „Billy“ Löbl an der Humboldt-Universität zu Berlin gegründet.
Besetzung ab 1972:
- Lothar „Billy“ Löbl (Leiter, Banjo, Gesang) / seit 1972
- Otto Dohnert (Trompete) / 1972–1992
- Dieter Hoffmann (Posaune) / 1972–1987
- Hilmar Polle (Klavier) / 1972–1974
- Rudi Artz (Schlagzeug) / 1972–1979
- Raimund „Barney“ Biegard (Klarinette, Altsaxophon) / 1972–1991
- Helmut Wall (Bass, Gesang) / 1972–1992

Bis 1990 hinzugekommene Mitglieder waren:
- Volker Kaufmann (Klavier, Gesang) / 1974–2006
- Horst-Dieter „Halli“ Hallmann (Schlagzeug, Waschbrett) / 1979–1988
- Christian Brauer (Posaune, Gesang) / 1987–1992
- Alexander „Sascha“ Ugoljew, (Schlagzeug) / 1988–1990
- Michael Löser (Schlagzeug) / 1990–1992

Zur Band gehörten außerdem die Schlagzeuger Jupp Els und Karl Vetter.
1992 wurde die Band umbesetzt. Brauer, Dohnert, Wall und Löser verließen die Band und gründeten später „Dr. Jazz“. Auch Kaufmann spielte zeitweilig bei „Dr. Jazz“ und wechselte 2005 zu „Jazz-Collegium Berlin“. Unter anderem kam der Bassist Erich Abshagen zur Band.
Aktuelle Besetzung:
- „Billy“ Löbl (Banjo, Gesang) seit 1972
- Hans „Jack“ Behrends (Posaune) seit 1992
- Wolfgang Franke (Klarinette, Saxophon) seit 1991
- Timo Tietz (Klavier, Bass) seit 2007
- Jo Dette (Bass)
- Wolfgang Winkler (Schlagzeug) seit 2004
- Peter Tüllmann (Trompete, Flügelhorn) seit 1992

Während die Band sich früher durch Teamwork auszeichnete und an straffe Arrangements gebunden war, für die Kaufmann und Biegard verantwortlich waren, rückt heute professionelleres Zusammenspiel in den Vordergrund. Die Band entwickelte sich so zu einer modernen swingenden Formation. Die Band arbeitet regelmäßig mit der in Berlin lebenden Vokalistin Hatti St. John aus Neuseeland zusammen.
Allein in den ersten zehn Jahren ihres Bestehens hatte die Band 567 Auftritte, vor allem in Klubs.
1978 nahm die Band erstmals am Internationalen Dixieland-Festival in Dresden teil. Inzwischen ist die Band mit 14 Teilnahmen „Stammgast“ in Dresden und nahm auch an Jazzfestivals in Bulgarien, der CSSR, der Ukraine, in Den Bosch (Niederlande) und in Moskau teil. In der DDR nahmen die Jazz-Makers bei Amiga zwei Schallplatten auf, hatten zahlreiche Rundfunkproduktionen und traten in den Fernsehsendungen „Ein Haus voll Musik“ und „Ein Kessel Buntes“ auf.
2002 produzierte die Band ihre zweite CD 30 Years Jazz-Makers Berlin. Am 31. März 2007 feierte sie mit einem Jubiläumskonzert im „Ratskeller Berlin-Köpenick“ den 35. Bandgeburtstag.

## Diskografie (Auswahl)
- Internationales Dixieland Festival 80 („Hesitating Blues“, LP, 1980)
- Years Jazz-Makers Berlin (CD, 1995)
- Dixieland Forever – 30 Years Jazz-Makers Berlin (Live mit Gästen; CD, 2002)